# Panagiotis Kone
Panagiotis Giorgios Kone (grekiska: Παναγιώτης Γεώργιος Κονέ), född 26 juli 1987, är en grekisk fotbollsspelare som spelar för den australiska klubben Western United. Han representerar även Greklands landslag.